# Giovanni Corsi (baríton)
Giovanni Corsi   (Verona, 1822 - Monza, 4 d'abril de 1890) va ser un cantant d'òpera italià (baríton).
Corsi va debutar al "Teatro della Canobbiana" (Milà), el 1844. El 1844 va ser nomenat primer baríton al "Teatro alla Scala" de Milà, on va romandre fins al 1870. Es va donar a conèixer sobretot com a cantant verdià. El 1856 va cantar Rigoletto al "Théâtre-Italien" de París, però també va actuar com a protagonista de l'òpera Marin Faliero de Gaetano Donizetti.
De 1873 a 1876 va ser professor de cant al Conservatori de Sant Petersburg.